# Miguel Ferreira Morgado
Miguel Ferreira Morgado (Setúbal, 18 de Julho de 1974) é Professor Auxiliar do Instituto de Estudos Políticos da Universidade Católica Portuguesa. Doutorado em Ciência Política, Mestre em Ciência Política e licenciado em Economia.
Foi Professor Convidado da Universidade de Toronto e ensinou em várias universidades norte-americanas e brasileiras. 
Entre 2011 e 2015 foi Assessor político do Primeiro-Ministro Pedro Passos Coelho, e foi deputado, pelo circulo eleitoral do PSD do Porto, da Assembleia da República, entre 2015–2019, na XIII Legislatura da Terceira República Portuguesa.
É ainda comentador político da SIC Notícias.

## Obras
É autor de várias monografias:
- «Soberania. Dos seus usos e abusos na vida política» (Dom Quixote, 2021);
- «O Conservadorismo do Futuro e outros ensaios» (Edições 70, 2017);
- «Autoridade» (FFMS, 2010),
- «A Aristocracia e os seus críticos» (Edições 70, 2008).

Foi coordenador, juntamente com Rui Ramos, e coautor, da obra coletiva:
- «Linhas Direitas. Política e Cultura à Direita» (Dom Quixote, 2019).

Foi coautor, juntamente com Hugo Chelo, de:
- «Histórias e Fragmentos da Arte Empresarial» (Actual Editora, 2013).

Participou ainda, com João Carlos Espada e Hugo Chelo, na coautoria de;
- «Riqueza e Pobreza» (Principia, 2001).

É ainda autor de vários artigos e capítulos de livros, bem como de traduções anotadas de obras clássicas de teoria política. Cada uma destas edições portuguesas foi introduzida por um extenso ensaio interpretativo. 